# Vehmaa
Vehmaa [ˈvɛhmɑː] (schwedisch: Vemo) ist eine Gemeinde in Südwestfinnland mit 2228 Einwohnern (Stand 31. Dezember 2022). Sie liegt in der Region Vakka-Suomi im Nordwesten der Landschaft Varsinais-Suomi rund 20 Kilometer südöstlich von Uusikaupunki und 40 Kilometer nordwestlich von Turku. Die Gemeinde ist einsprachig finnischsprachig.
Vehmaa liegt an der Ostseeküste am Sund Vehmaansalmi, der sich 14 Kilometer ins Festland erstreckt. Früher gehörte das Gebiet zum vorgelagerten Schärengebiet, durch die Landhebung wurde es zu einem Teil des Festlandes. Die früheren Inseln sind heute felsige Hügel, die fruchtbaren Flächen dazwischen werden landwirtschaftlich genutzt. Schon seit dem 18. Jahrhundert wird in Vehmaa roter Granit abgebaut.
Die mittelalterliche Feldsteinkirche von Vehmaa wurde zwischen 1425 und 1440 erbaut und ist der Heiligen Margareta geweiht. Der freistehende Glockenstapel entstand 1826.

## Ortschaften
Zu der Gemeinde gehören die Orte Ane, Antola, Ennys, Gunnila, Haapanala, Heikola, Hermula, Hiedo, Hietajärvi, Hilleinen, Himoinen, Hinnuri, Huruinen, Huukainen, Ilmarinen, Inkurinen, Irjala, Isoalho, Kaipinen, Kaivoinen, Karaluoto, Karintaka, Kaukola, Kauramäki, Kesoinen, Ketto, Kiikoinen, Kiima, Kiimkallio, Kirkkomäki, Kivijärvi, Korpi, Koski, Krookkinen, Kupusjärvi, Kuulila, Lahdenranta, Lahdinko, Laittinen, Lallinen, Lammi, Lautanala, Lempiö, Ludila, Maarijärvi, Maitila, Manterkaisti, Mylly, Nakkila, Nuhjala, Oja, Pankkio, Papala, Piettinen, Piiloinen, Pitkiskallio, Pullila, Pummainen, Puosta, Puotila, Putta, Pyöli, Rahikkala, Rahkmala, Rautila, Reinilä, Revo, Riihivainio, Riittiö, Ristinkylä, Rokainen, Saarikkala, Salo, Seipsaari, Sillankorva, Soinila, Takala, Tanila, Tarvola, Taskala, Tommila, Tuomarla, Tuomoinen, Uhlu, Ukkila, Vahilainen, Vallila, Vanhakylä, Varttainen, Vihtjärvi, Viiainen, Viljainen, Vilu, Vinkkilä, Ylöjärvi und Yötiö.

## Persönlichkeiten
- Albin Stenroos (1889–1971), Langstreckenläufer
- Pertti Karppinen (* 1953), Ruderer
- Janne Jaakkola (* 1967), Oberbefehlshaber der Verteidigungskräfte Finnlands
- Timo Aaltonen (* 1969), Kugelstoßer